# Аубакиров, Марат Габбасович

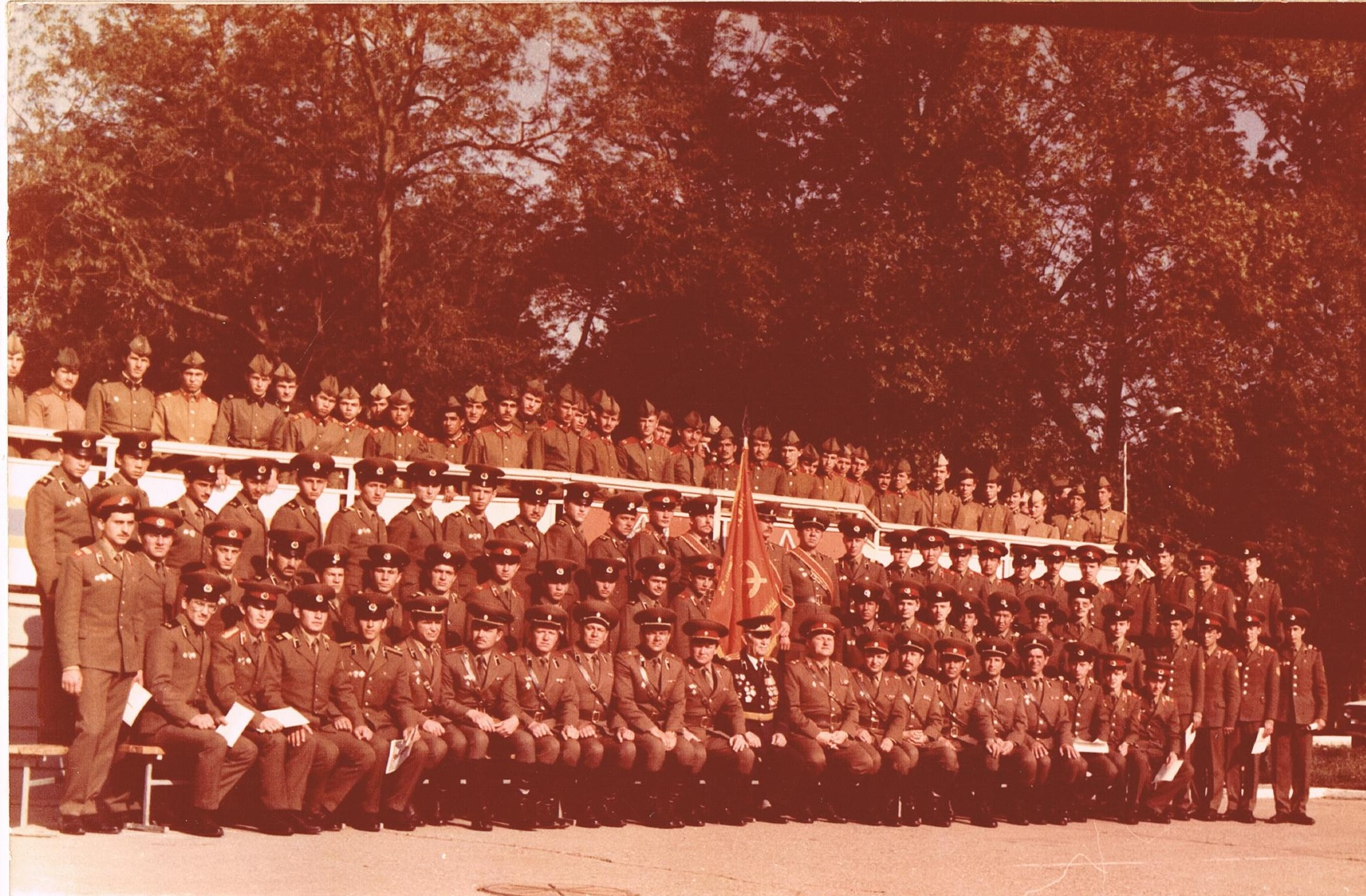
9 мсд. Командование дивизии и частей с увольняемыми воинами. Майкоп 1986. М. Аубакиров сидит справа от ветерана Плиева А. К.

Марат Габбасович Аубакиров (род. 23 февраля 1952 года) — советский и казахский военачальник, генерал-майор.

## Биография
Марат Аубакиров родился 23 февраля 1952 года в Ташкенте. В рядах Вооруженных Сил СССР с 1969 года. Окончил Ташкентское высшее общевойсковое командное училище (1973), Военную Академию бронетанковых войск РФ (1984). Служил командиром танк, взвода, роты, батальона. В 1985 году назначен командиром 36-го мотострелкового ордена Суворова полка 9-й мотострелковой Краснодарской Краснознаменной орденов Кутузова и Красной Звезды дивизии имени Верховного Совета Грузинской ССР, с 1988 года — начальником учебного центра по подготовке младших командиров. С 1996 года начальник оружейного и технического фонда Министерства обороны Республики Казахстан. Награждён орденом Красной Звезды.

## Знаки отличия
- Орден Красной Звезды
- Медаль «За укрепление боевого содружества»
- Медаль «Ветеран Вооружённых Сил СССР»
- Юбилейная медаль «50 лет Вооружённых Сил СССР»
- Юбилейная медаль «60 лет Вооружённых Сил СССР»[1]
- Юбилейная медаль «70 лет Вооружённых Сил СССР»[2]
- Медаль «За безупречную службу» I степени
- Медаль «За безупречную службу» II степени
- Медаль «За безупречную службу» III степени
- Медаль «За ратную доблесть» и др.

- Иностранные награды.